# (16892) Vaissière
16892 Vaissiere (1998 DN1) – planetoida z pasa głównego asteroid okrążająca Słońce w ciągu 5,5 lat w średniej odległości 3,11 j.a. Odkryta 17 lutego 1998 roku.